# أندري رزنيك
أندري رزنيك (بالأوكرانية: Різник Андрій Іванович)‏ هو لاعب كرة قدم أوكراني في مركز الهجوم، ولد في 15 مارس 2000 في Zalishchyky Raion ‏ في أوكرانيا. لعب مع FC Ternopil ‏.

## وصلات خارجية
- أندري رزنيك على موقع اتحاد أوكرانيا (الإنجليزية)
- أندري رزنيك على موقع قاعدة بيانات كرة القدم.إي يو (الإنجليزية)
- أندري رزنيك على موقع Soccerway.com (الإنجليزية)